# Claire Lehmann
Claire Lehmann (18 de julio de 1985) es una periodista australiana y editora fundadora de Quilette.

## Biografía
Lehmann es hija de un artista y de una trabajadora de cuidado infantil, quien se crio en Adelaide, Australia del Sur.  Se graduó de una licenciatura en psicología y literatura inglesa de la Universidad de Adelaida con honores de primera clase en 2010, y fue estudiante graduada en psicología, pero abandonó luego de tener a su primer hijo. Ella está casada y tiene dos niños. Es la nuera del poeta Geoffrey Lehmann.

## Carrera
Lehmann, una excolaboradora de Rebel Media, fundó Quillette en octubre de 2015, con el objetivo de publicar material intelectualmente riguroso, que presente argumentos y datos que no estén de acuerdo con el consenso intelectual contemporáneo. Según el periódico nacional The Australian, la decisión de Lehmann de publicar «una historia sobre el despido del ingeniero de Google James Damore, quien había escrito un memorando interno criticando el impulso de la compañía por la diversidad, y lo que él llamó "una cámara de eco ideológico" precipitó su exitosa aventura». Su sitio web fue temporalmente cerrado tras un ataque cibernético DDoS, luego de la publicación de la pieza sobre la denuncia del ingeniero de Google.
Lehmann ha contribuido a otras publicaciones, incluyendo The Guardian; Kennedy School Review de Harvard; en español para Tercera Cultura; Scientific American; Commentary; Rebel Australia, sección de la cadena canadiense Rebel Media network; la revista judíoestadounidense por internet Tablet; y ABC News (Australia).
Bari Weiss considera a Lehmann como una de las líderes de la «red oscura intelectual», un grupo de intelectuales que están «decididos a resistirse a repetir como loros lo que es políticamente conveniente». The Sydney Morning Herald nombró a Lehmann entre los «Diez australianos que más han impactado el mundo de la tecnología y los medios en 2018».